# طوانة
طوانة مدينة قديمة تقع في منطقة الأناضول في إقليم كبادوكيا والتي تمثل اليوم مدينة كمرحصار في محافظة نيدا، في وسط الأناضول في تركيا. كانت طوانة عاصمة مملكة السور-حيثية التي كانت تتحدث  اللغة الوية في الألفية الأولى قبل الميلاد.

## أعلام
- ماركوس كلاوديوس تاسيتس
- بليناس الحكيم